# Яблонь-Косьцельна
Я́блонь-Косьце́льна (пол. Jabłoń Kościelna) — деревня в Высокомазовецком повете Подляского воеводства Польши. Входит в состав гмины Нове-Пекуты. Находится примерно в 9 км к востоку от города Высоке-Мазовецке. По данным переписи 2011 года, в деревне проживало 463 человека.

## История
Деревня была основана в начале XV века. В 1676 году упоминается в списке селений Бельской земли.
В 1827 году в деревне проживало 162 жителя в 28 домах. В конце XIX века действовало начальное народное училище, 2 мельницы, 2 корчмы.

## Достопримечательности
- Костёл Святых Петра и Павла
- Кладбища немецких и российских солдатов, погибших в Первой мировой войне[3].

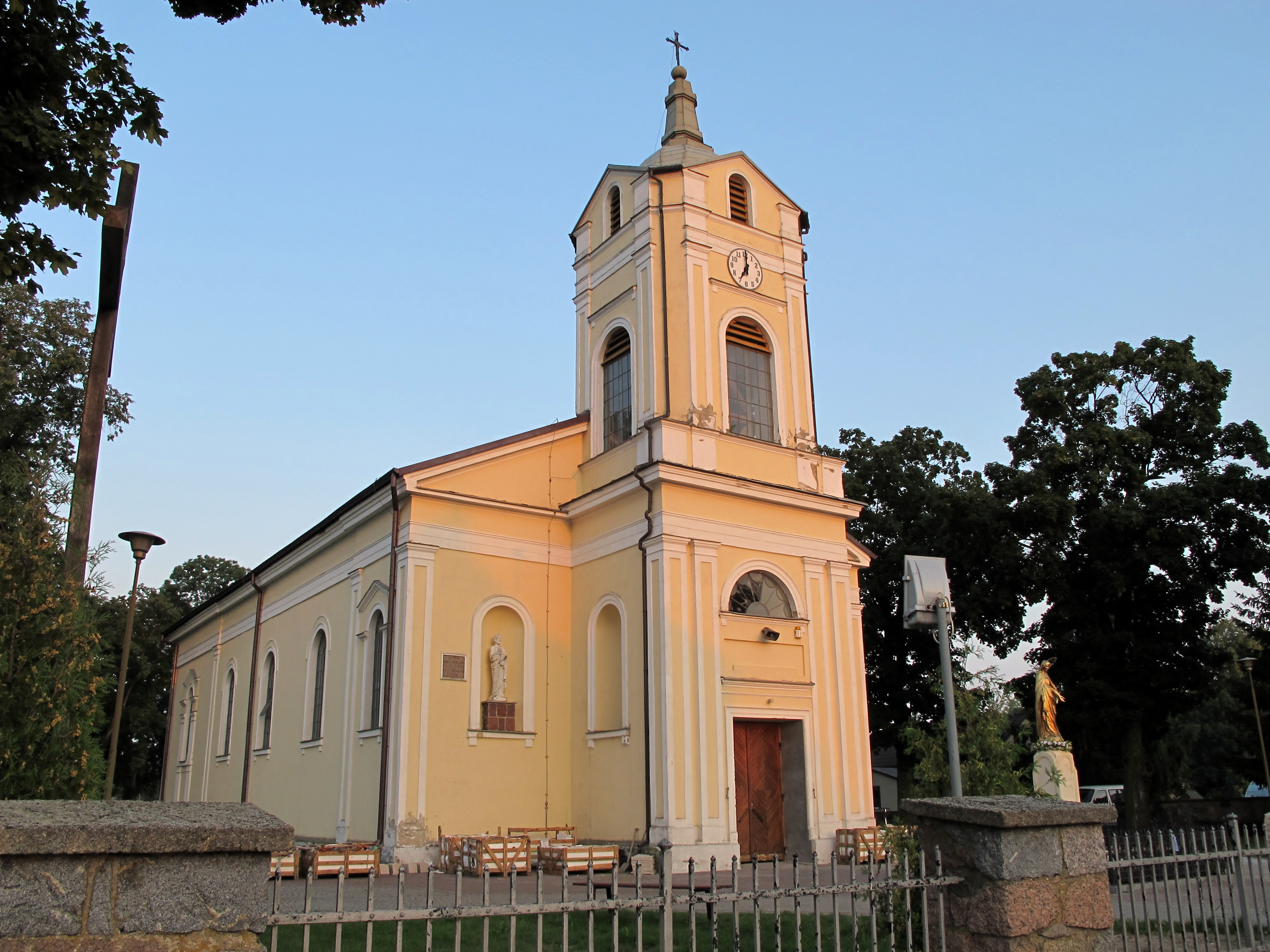
Костёл Святых Петра и Павла